# Parc archéologique du Puig de Sa Morisca
 (août 2023).
Le parc archéologique du Puig de Sa Morisca est un parc archéologique, ethnologique et botanique, situé dans la commune de Calvià, sur l'île de Majorque, dans l'archipel des Baléares, en Espagne. Le site comprend des vestiges archéologiques datés de l'Âge du fer, appartenant à la culture talayotique.

## Le parc
Le parc correspond à une colline, le Puig de Sa Morisca, s'élevant à 119 m d'altitude. Depuis le sommet de cette colline, on bénéficie d'une ample vue panoramique sur la baie de Santa Ponsa côté ouest et sur la plaine intérieure côté est. La colline a été transformée en parc archéologique en 2002. Le parc s'étend sur 45 hectares, dont 35 hectares appartenant à la commune de Calvià. Il est ouvert au public en accès libre. Le parc regroupe plusieurs vestiges archéologiques d'époques différentes, des reconstitutions ethnologiques de cabanes de charbonniers et de bergers et un parcours botanique présentant les espèces végétales locales. Trois sites archéologiques inclus dans le parc mais situés sur des propriétés privées ne sont pas accessibles (talayot et tumulus de Son Miralles, sanctuaire post-talayotique d'Es Fornets).
Dans les environs immédiats du parc, on peut voir d'autres sites archéologiques importants comme la naveta Alemany, le tumulus de Son Ferrer, le village naviforme de Son Ferrer, les constructions post-talayotiques de la colline de Ses Abelles et les restes de la villa romaine de Sa Mesquida.

## Vestiges talayotiques
Le site a été occupé de la fin de l'Âge du bronze (1100 - 800 av. J.-C.) jusqu'à la fin de la période post-talayotique et abandonné après la conquête romaine. Au sommet de la colline, on peut voir deux talayots et des vestiges en appareil cyclopéen (murs et deux édifices indéterminés dénommés Santa Ponça 5 et Santa Ponça 20), l'ensemble étant daté de la période talayotique. L'édifice le plus spectaculaire est un talayot circulaire d'environ 9 m de diamètre. Il a été édifié vers 850 av. J.-C. Le second talayot est moins bien conservé.
Au bas de la colline, un village s'est développé entre deux abris sous roche intégrés dans un mur d'enceinte. Le village s'étend sur près de 2 700 m2 et englobe des bâtiments très endommagés où furent découverts des restes de céramiques ayant appartenu aux différentes cultures qui s'y sont succédé. Au XIIIe siècle, durant la période almohade, le village a été réoccupé et certains édifices antérieurs ont été réaménagés, dont le talayot circulaire qui fut ceinturé d'un mur pour le fortifier. Le village a été détruit lors de la conquête de Majorque par Jaume Ier el Conqueridor en 1229.